# Алісія Габсбург
Алісія Ельзабета Габсбург (пол. Alicja Elżbieta Habsburg, z domu Ankarcrona, «primo voto» Badeni; 18 грудня 1889 — 26 листопада 1985) — шведська та польська аристократка, учасниця польського повстання під час німецької окупації 1939—1945.

## Біографія
Аліса Елізабет Анкаркрона походила зі старовинної шведської родини, пов'язаної з королівським домом. Вона була онукою Віктора (великого мисливця) та дочкою Оскара (ад'ютанта короля Оскара II) та Елізабет, уродженої Карлесон. Зі своїм першим чоловіком, графом Людвіком Бадені, вона познайомилася в 1911 році в Стокгольмі, де він був членом Центрального комітету монархії. Вони повінчалися 21 листопада того ж року в римсько-католицькій церкві Св. Євгена в Стокгольмі, і їх повінчав єпископ Альберт Біттер.
Незабаром після весілля вони обидва залишили Швецію. Спочатку вони переїхали до Буско на сьогоднішній Україні, де знаходилася резиденція сім'ї її чоловіка. Потім Алісія переїхала до Брюсселя, де її чоловік обіймав дипломатичну посаду. У 1912 році там народився її син Казімєж, більш відомий як домініканець Йоахім Бадені. Незабаром після народження сина її чоловік почав страждати на психічне захворювання, внаслідок чого його помістили в психіатричний санаторій.
Людвік Бадені помер 1916 року. Алісія раніше переїхала до Відня. Восени 1915 року вона зустріла Карл Альберт Габсбурзький; Між ними швидко зав'язується роман. На початку 1920 року вона вперше поїхала в Живець, де офіційно заручилася. У листопаді 1920 вона вийшла за нього заміж. У Живці, де вони жили, народилося четверо дітей: Кароль Стефан (1921 р.н.), Марія Крістіна (1923 р.н.), Рената Марія (1931 р.н.) та Ольбрахт Максиміліан, який помер у віці двох років.
У вересні 1939 року дім Габсбургів у Жівці був зайняте гестапо. Кароль Ольбрахт був заарештований і ув'язнений. І він, і Алісія не погодилися підписати Volksklista, яка б дозволила їм зберегти хоча б частковий контроль над сімейною власністю. Спочатку Алісії відвели дві кімнати у палаці, а потім, влітку 1940 року, її з дочками перевезли до Вісли. Ще перебуваючи в Живці, вона почала працювати з ZWZ, де після приведення до присяги отримала прізвисько «Аліція» та відповідала за радіомоніторинг та передача кореспонденції.
Вона також готувала матеріали для бюлетенів, а її знання кількох іноземних мов використовувалося для перекладу радіоповідомлень. За ці дії вона отримала Хрест Доблесті в 1946. Активувавши мережу довоєнних зв'язків, їй вдалося домогтися звільнення замученого німцями чоловіка та його приїзду до Вісли.
Після війни вона та її хворий чоловік намагалися повернути собі хоча б частину власності Живця. Коли це не вдалося, в 1951 вони разом з дітьми назавжди емігрували до Швеції, де Кароль і померла в 1951 році. У 1963 році на вимогу генерала Тадеуша Бор-Коморовського вона отримала Знак Пошани за діяльність в Армії Крайової. . (№ 3056). У 1960-ті роки вона писала щоденники, присвячені переважно спогадам про довоєнні часи. У 1973 році вона опублікувала у Стокгольмі свої мемуари під назвою «Księżna-partyzant».
Дочка Рената вийшла заміж у 1957 році за іспанського дипломата Едуардо де Сулуета-і-Дато (1924—2020)та жила в Іспанії. Дочка Марія Крістіна відновила польське громадянство у 1993 році та жила у сімейному будинку в Живці. Аліція Габсбург провела останні дні свого життя в будинку для літніх людей у Стокгольмі, де померла і була похована в 1985 році.

## Нагороди
У 2022 році вона посмертно нагороджена Командорським хрестом ордену «За заслуги перед Республікою Польща», а в 2023 році — Командорським хрестом ордену Polonia Restituta .